# Hermannia pocsi
Hermannia pocsi är en kvalsterart som beskrevs av Sandór Mahunka 1985. Hermannia pocsi ingår i släktet Hermannia och familjen Hermanniidae. Inga underarter finns listade i Catalogue of Life.